# 龙江洞厣蛛
龙江洞厣蛛（学名：Porrhomma longjiangensis）为皿蛛科洞厣蛛属的动物。在中国大陆，分布于吉林、黑龙江等地。该物种的模式产地在吉林、黑龙江。